# Mrs. Greenbird

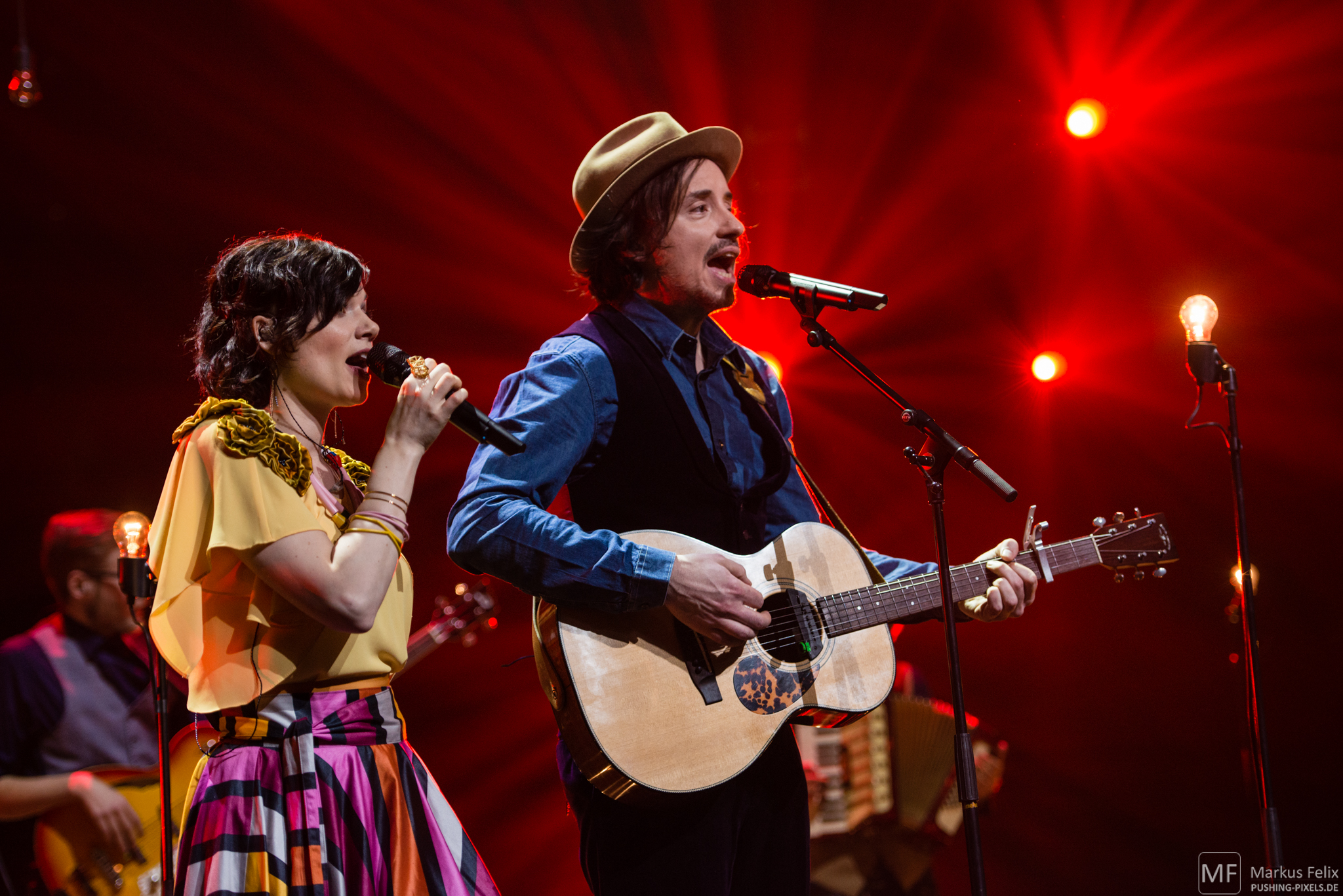
Mrs. Greenbird bei Unser Song für Österreich (Generalprobe).

Mrs. Greenbird ist ein deutsches Folk-Duo. Im November 2012 gewann es die dritte Staffel der deutschen Gesangs-Castingshow X Factor.

## Biografie
Sängerin Sarah Brückner (geb. Nücken) und Gitarrist Steffen Brückner lernten sich 2006 in Köln im Club Underground kennen. Sarah Brückner studierte Soziale Arbeit und war als Sängerin in Gospelchören und Bands aktiv. Steffen Brückner war ebenfalls Bandmusiker und unter anderem auch Lobpreisleiter der Kirche Köln West. Danach machten sie zu zweit und zusammen mit Bands Musik, unter anderem mit der Indie-Pop-Band Plus 49. Zuerst nannten sie sich scherzhaft Goldkehlchen und der Mann mit Hut, später änderten sie den Namen auf Mrs. Greenbird. Die Idee zu dem Namen entstand durch einen toten grünen Papagei, den sie vor ihrem Haus fanden. Sie wählten ihn, als sie für ihren ersten großen Konzertauftritt im Vorprogramm von Schauspieler und Sänger Tim Robbins und Band gebucht worden waren.
Im Herbst 2012 nahm Mrs. Greenbird an der dritten Staffel der deutschen Version der Gesangs-Castingshow X Factor teil. Das Duo arrangiert Hits verschiedener Musikrichtungen in seinen eigenen Stilmix aus Folk, Country und Pop. In dem Wettbewerb interpretierte es so unterschiedliche Lieder wie den Electro-Song Too Close von Alex Clare, das Funpop-Lied You’re the One That I Want aus dem Musical Grease, die Rockballade Creep von Radiohead, der Punkrock-Klassiker Blitzkrieg Bop von den Ramones und die Popballade Frozen von Madonna. Die beiden letztgenannten Lieder spielte das Duo in den ersten Liveshows. Sie wurden anschließend zum Downloadkauf angeboten und kamen auf Platz 63 und 92 der deutschen Charts. In der dritten Liveshow, dem Halbfinale, zog das Duo mit einer Eigenkomposition von Sarah Brückner und einem Song des Folkduos The Swell Season in das Finale der besten drei Interpreten ein. Dort sang es am 25. November 2012 unter anderem mit Alanis Morissette deren Hit Ironic und gewann mit dem selbst geschriebenen Lied Shooting Stars & Fairy Tales den Wettbewerb.
Mrs. Greenbirds erstes Studioalbum, Mrs. Greenbird, wurde am 21. Dezember 2012 veröffentlicht und kam direkt auf Platz eins der deutschen Albumcharts. Ihr erstes Livealbum, Live, erschien am 14. Juni 2013 (CD und DVD) und das zweite Studioalbum, Postcards, am 7. November 2014.
Am 5. März 2015 nahm Mrs. Greenbird mit dem Lied Shine Shine Shine an Unser Song für Österreich, dem deutschen Vorentscheid zum Eurovision Song Contest 2015, teil. Unter den acht Teilnehmern qualifizierte sich das Duo aber nicht für die Runde der besten vier.
Das dritte Studioalbum, Dark Waters, erschien am 12. April 2019.
Am 8. April 2022 veröffentlichte Mrs. Greenbird das vierte Studioalbum Love You to the Bone, das neben neuen Liedern auch Neuaufnahmen von Liedern ihres ersten Albums enthält.

## Persönliches
Die beiden Musiker sind auch privat ein Paar und seit Dezember 2019 verheiratet. Im Mai 2021 wurde ihre gemeinsame Tochter geboren. Ihre Berufe als Sozialpädagogin und Mediendienstleister üben sie nicht mehr aus. Im September 2022 gab Sarah Brückner bekannt, dass ihr das rechte Bein amputiert werden musste. Sie schrieb hierzu „Dahinter steckt eine sehr lange Geschichte und mittlerweile auch über 40 Operationen. Mein Unfall im Dezember und das lange, coronabedingte Aufschieben der OP haben dann leider ihr Übriges getan…“

## Mitglieder
- Sarah Brückner, geb. Nücken (* 20. Januar 1984 in Siegburg[3]), Sängerin, Songwriterin
- Steffen Brückner (* 23. März 1976 in Kamp-Lintfort[8][9]), Gitarrist, Sänger

## Diskografie
Studioalben

| Jahr | Titel Musiklabel                       | Höchstplatzierung, Gesamtwochen, AuszeichnungChartplatzierungen (Jahr, Titel, Musiklabel, Platzierungen, Wochen, Auszeichnungen, Anmerkungen) | Höchstplatzierung, Gesamtwochen, AuszeichnungChartplatzierungen (Jahr, Titel, Musiklabel, Platzierungen, Wochen, Auszeichnungen, Anmerkungen) | Höchstplatzierung, Gesamtwochen, AuszeichnungChartplatzierungen (Jahr, Titel, Musiklabel, Platzierungen, Wochen, Auszeichnungen, Anmerkungen) | Anmerkungen                                                 |
| Jahr | Titel Musiklabel                       | DE | AT | CH | Anmerkungen                                                 |
| ---- | -------------------------------------- | --- | --- | --- | ----------------------------------------------------------- |
| 2012 | Mrs. Greenbird Columbia Records (Sony) | DE1 Gold · (23 Wo.)DE | AT2 (13 Wo.)AT | CH9 (8 Wo.)CH | Erstveröffentlichung: 21. Dezember 2012 Verkäufe: + 100.000 |
| 2014 | Postcards Columbia Records (Sony)      | DE47 (1 Wo.)DE | — | — | Erstveröffentlichung: 7. November 2014                      |
| 2019 | Dark Waters Greenbird Records (Edel)   | DE85 (1 Wo.)DE | — | — | Erstveröffentlichung: 12. April 2019                        |

## Filmografie
- Gute Zeiten, schlechte Zeiten (RTL, Folge 5221, 10. April 2013)